# Habiganj
Habiganj este un oraș din Bangladesh.